# Acacia ammobia
Acacia ammobia é uma espécie de leguminosa do gênero Acacia, pertencente à família Fabaceae.